# Antonov An-10
De Antonov An-10 (Russisch: Ан-10) (NAVO-Codenaam: Cat) was een viermotorig passagiersvliegtuig ontworpen in de Sovjet-Unie. Het Antonov-ontwerpbureau ontwikkelde tegelijkertijd de Antonov An-8, een middelgroot militair transporttoestel, en de Antonov An-12, een militair vrachttoestel.

## Ontwerp en ontwikkeling
De ontwikkeling voor een viermotorig passagiersvliegtuig voor gebruik op routes van 500 tot 2000 kilometer begon eind 1955. Geïnspireerd door het Izdelye N (artikel of product N) passagiersuitvoering van de Antonov An-8, ontwierp het Antonov ontwerpbureau de Izdelye U (met "U" van Oekraïne), een viermotorig toestel volgens hetzelfde ontwerp als de An-8, maar dan groter en met een cirkelvormige drukcabine. Vroeg in het ontwerptraject was er voor de motoren keus uit de Koeznetsov NK-4 en de Ivtsjenko AI-20. Ondanks de betere prestaties van de NK-4 werd toch de AI-20 verkozen, mede omdat de Oekraïense Communistische Partij zo veel mogelijk werk binnen Oekraïne wilde houden en Ivtsjenko een Oekraïens bedrijf was.
Het eerste prototype vloog op 7 maart 1957, waarbij duidelijk werd dat het vliegtuig slecht koers hield. Dit euvel werd verholpen door een vergrote staartvin; later werden onder de staart nog hexagonale vinnen toegevoegd. Het vliegtuig werd in productie genomen in Fabriek No. 64 in Voronezj, waarbij de eerste drie toestellen werden geleverd met NK-4 motoren omdat er geen AI-20 motoren leverbaar waren. Vanaf 1958 werden alle vliegtuigen afgeleverd met AI-20A motoren, die een langere levensduur hadden bij vergelijkbare prestaties ten opzichte van de NK-4's. Het nieuwe toestel werd in juli 1957 voor het eerst aan het publiek getoond, maar het ontwerp werd pas in juni 1959 geschikt bevonden voor massaproductie. Aeroflot maakte haar eerste vlucht met een An-10 op 22 juli 1959 op de route Moskou-Simferopol.
Met 85 stoelen was de cabine ruim en redelijk luxe met comfortabele stoelen die ver uit elkaar stonden voor veel beenruimte, maar door de lage vloer en grote diameter was er veel ongebruikte ruimte, en maar weinig ruimte voor bagage of vracht. Door dit inefficiënte ruimtegebruik was de verhouding tussen laadvermogen en maximaal gewicht een stuk lager dan bij de vergelijkbare Iljoesjin Il-18, maar nog altijd hoger dan bij de Tupolev Tu-104. Met een latere productieversie, de An-10A deed Antonov wat aan de inefficiëntie door het aantal stoelen te vergroten van 85 naar 89 en 100, toen naar 117-118 en uiteindelijk naar 132 door de stoelen rechterop te zetten en de lay-out van de cabine aan te passen. Aangedreven door Ivtsjenko AI-20K motoren liet de An-10A superieure prestaties zien met een vergrote maximum laadvermogen van 14,5 ton.

## Operationele geschiedenis
In totaal zijn 104 exemplaren gebouwd, inclusief de prototypes en de statische testtoestellen. De Antonov An-10 kwam vanaf 27 april 1959 in dienst bij de Oekraïense afdeling van Aeroflot. Het toestel was erg populair, met name door het grote vrachtvolume met minder stoelen en uitstekende handelbaarheid waardoor het ook geschikt was voor de minder ontwikkelde vliegvelden.
De prestaties van de An-10 en An-10A waren relatief goed en het toestel bleek lagere operationele kosten te hebben dan het vergelijkbare Toepolev Tu-104 straalvliegtuig. Het bleef stabiliteitsproblemen houden, wat leidde tot een fataal ongeluk op 16 november 1959, toen CCCP-11167 de grond in dook bij het aanvliegen van het vliegveld van Lviv. De hoogteroeren werkten niet meer goed bij een te lage snelheid. Op 26 februari 1960 stortte opnieuw een CCCP-11180 bij Lviv neer, ditmaal door ijs op het staartstuk.
Het militair gebruik van de An-10 was redelijk intensief met 45 stuks An-10TS gebouwd voor de VTA (luchttransport), waarvan er 38 geleend werden aan het Ministerie van Luchtvaart.
Na uitfasering uit dienst bij Aeroflot op 27 augustus 1972 werden de 25 beste An-10A's in dienst gesteld bij de VVS (luchtmacht van de Sovjet-Unie). Deze toestellen gingen in 1974 uit dienst.
Een aantal exemplaren zijn bewaard gebleven en worden in musea tentoongesteld.